# Ornament (musik)
Inom musik är ornament musikaliska utsmyckningar som inte är nödvändiga för att framföra den övergripande melodin eller harmonin. Många ornament består av snabba toner (prydnadsnoter) som placeras kring ett musikstyckes centrala noter eller harmonier. Ornament är olika mycket förekommande inom olika musikstilar men är typiska inslag inom  barocken och västerländsk folkmusik.

## Exempel på ornament i musiken
- Arpeggio
- Pralldrill
- Mordent
- Dubbelslag
- Förslag (ornament)
- Accacciatura (snabbt förslag)
- Appoggiatura (långsamt förslag)